# AIDAdiva
La AIDAdiva è una nave da crociera gestita dalla compagnia tedesca AIDA Cruises. La nave è stata costruita a Meyer Werft a Papenburg, in Germania.